# Carlos Tovar Venegas
Carlos Francisco Tovar Venegas (Chancay, Provincia de Huaral, Perú, 2 de abril de 1914 - Chancay, Provincia de Huaral, Perú, 15 de junio de 2006) fue un futbolista peruano. Se desempeñaba en la posición de centrocampista. Sus padres fueron Ernesto Alejandro Tovar Castañeda y Clotilde Venegas Ferricholli (1889-1966).

## Trayectoria
Carlos Tovar se inició como futbolista en 1932 en el Club Universitario de Deportes equipo en el que permaneció durante trece años y con el cual obtuvo tres campeonatos.

## Selección nacional
Fue internacional con la selección de fútbol del Perú en 15 ocasiones. Debutó en la selección el 13 de enero de 1935 en un encuentro ante la Selección de Uruguay. Participó en los Juegos Olímpicos de Berlín 1936 y en tres ediciones del Campeonato Sudamericano de Selecciones. Su último encuentro con la selección los disputó el 12 de febrero de 1939.
Estuvo casado con Arminda Espinar Gutiérrez (1923-?) desde el 29 de octubre de 1946.

### Participaciones en Juegos Olímpicos
| Copa                            | Sede     | Resultado        |
| ------------------------------- | -------- | ---------------- |
| Juegos Olímpicos de Berlín 1936 | Alemania | Cuartos de final |

### Participaciones en el Campeonato Sudamericano
| Campeonato                   | Sede      | Resultado    |
| ---------------------------- | --------- | ------------ |
| Campeonato Sudamericano 1935 | Perú      | Tercer lugar |
| Campeonato Sudamericano 1937 | Argentina | Sexto lugar  |
| Campeonato Sudamericano 1939 | Perú      | Campeón      |

## Clubes
| Club                      | País | Año         |
| ------------------------- | ---- | ----------- |
| Universitario de Deportes | Perú | 1932 - 1943 |

## Palmarés

### Campeonatos nacionales
| Título                       | Club                      | País | Año  |
| ---------------------------- | ------------------------- | ---- | ---- |
| Campeonato Peruano de Fútbol | Universitario de Deportes | Perú | 1934 |
| Campeonato Peruano de Fútbol | Universitario de Deportes | Perú | 1939 |
| Campeonato Peruano de Fútbol | Universitario de Deportes | Perú | 1941 |

### Copas internacionales
| Título                  | Equipo             | País | Año  |
| ----------------------- | ------------------ | ---- | ---- |
| Campeonato Sudamericano | Selección del Perú | Perú | 1939 |